# 褚靈媛
褚靈媛（384年—436年），晉恭帝司馬德文的皇后。父褚爽，曾祖父為褚裒，晉康帝皇后褚蒜子為其祖姑母，哥哥為褚秀之、褚裕之。

## 生平
司馬德文為琅邪王的時候，娶褚靈媛為王妃。兩人之間生海鹽公主司馬茂英以及富陽公主。元熙元年（419年），封褚妃為皇后。
劉裕在420年篡晉後，降司馬德文為零陵王，褚皇后為零陵王妃。司馬德文的妻妾若有生男孩的，劉裕就命褚靈媛的的二哥褚淡之與大哥褚秀之藉著便利下手去毒死小孩，或賄賂內侍下手，這樣的事不止一次發生，因此司馬德文自己也感到相當害怕，擔心自己被毒害。在他退位後，他與褚靈媛一起住在秣陵宮，因為怕被下毒，於是親自下廚，並由褚靈媛出錢打點米糧。劉裕想要殺害司馬德文，卻始終找不到機會。於是便讓淡之兄弟去見褚靈媛，將她喚到另一個房間去見面，趁這時候讓埋伏的士兵攀牆進入，要求司馬德文服下毒藥，但他不肯飲。司馬德文說：「佛教教義說，自殺者下輩子不能再成為人身。」於是士兵用棉被將司馬德文悶死。
刘裕以原晋宗室司马元瑜过继为司马德文和褚灵媛的儿子袭封零陵王，以褚灵媛为零陵王太妃。司马元瑜的世系待考。
後來褚靈媛的女兒司馬茂英嫁給劉裕之子劉義符，成為皇后。褚靈媛於元嘉十三年七月己未（436年8月7日）過世，年五十三歲，與司馬德文合葬於沖平陵，諡「恭思皇后」。

## 延伸阅读
[在维基数据编辑]
 《晉書/卷032》，出自房玄齡《晉書》

| 前任者： 王神愛       | 晉朝皇后 419年—420年 | 繼任者： 南朝宋司馬茂英 |
| 前任者： 后秦姚泓皇后 | 晉朝皇后 419年—420年 | 繼任者： 南朝宋司馬茂英 |

1. ↑  《宋書·文帝紀》：秋七月己未，零陵王太妃薨。追崇為晉皇后，葬以晉禮。